# III Convocatoria del Sóviet Supremo de la RSFS de Rusia
La III Convocatoria del Sóviet Supremo de la República Socialista Federativa Soviética de Rusia estuvo conformada por un total de 763 diputados, elegidos el 18 de febrero de 1951.

## Composición
| Partido        | Total |
| -------------- | ----- |
| PCUS           |       |
| Independientes |       |
| Total          | 763   |

### Liderazgo
- Presidente del Presídium del Sóviet Supremo: Mijaíl Tarásov (PCUS)
- Presidente del Sóviet Supremo: Leonid Soloviov (PCUS)

## Diputados
| Región                   | Distrito                 | Diputado                       |
| ------------------------ | ------------------------ | ------------------------------ |
| Krái de Altái            | Troitsk                  | Aleksándr Bogatko              |
| Krái de Altái            | Aleysk                   | Iván Vasilenko                 |
| Krái de Altái            | Bisk                     | Kapitolina Degtiareva          |
| Krái de Altái            | Gorno-Altaisk            | Tamara Kaigorodova             |
| Krái de Altái            | Ust-Pristansk            | Nikolái Karpenko               |
| Krái de Altái            | Talmensk                 | Anna Kiselieva                 |
| Krái de Altái            | Zmeinogorsk              | Veniamin Mitiushkin            |
| Krái de Altái            | Barnaúl                  | Nikolái Mijáilov               |
| Krái de Altái            | Slávgorod                | Natalia Nepomniashchaya        |
| Krái de Altái            | Bisk                     | Aleksandra Rogova              |
| Krái de Altái            | Pospelijinsk             | Nikita Serenko                 |
| Krái de Altái            | Rubtsovsk                | Alekséi Tereshchenko           |
| Krái de Altái            | Volchijinsk              | Iván Fadéyev                   |
| Krái de Altái            | Kámensk                  | Fiódor Chabanov                |
| Krái de Altái            | Barnaúl                  | Alekséi Cherepov               |
| Krái de Altái            | Rebrijinsk               | Serguéi Shevchenko             |
| Óblast de Amur           | Kúibyshevsk              | Tamara Kuzmicheva              |
| Óblast de Amur           | Raychikhinsk             | Dmitri Leliushenko             |
| Óblast de Amur           | Svobodnensk              | Fiódor Popov                   |
| Óblast de Amur           | Skovorodinsk             | Iván Fuzenko                   |
| Óblast de Amur           | Blagoveshchensk          | Nina Chuprakova                |
| Óblast de Arcángel       | Plesetsk                 | Iván Alabyshev                 |
| Óblast de Arcángel       | Arcángel                 | Olga Vechtomova                |
| Óblast de Arcángel       | Kotlas                   | Klavdia Drugova                |
| Óblast de Arcángel       | Velsk                    | Saveli Lóginov                 |
| Óblast de Arcángel       | Nyandomsk                | Anna Lyskova                   |
| Óblast de Arcángel       | Arcángel-Solombalsk      | Valerián Frolov                |
| Óblast de Arcángel       | Arcángel-Primorsk        | Piótr Jatanzeiski              |
| Óblast de Astracán       | Primorsk                 | Vasili Evseyev                 |
| Óblast de Astracán       | Vladimirovsk             | Pelageya Kuznetsova            |
| Óblast de Astracán       | Astracán-Leninsk         | Fiódor Mamónov                 |
| Óblast de Astracán       | Astracán-Stalinsk        | Nikolái Puzánov                |
| Óblast de Astracán       | Astracán                 | Pelageya Rupenko               |
| RASS de Baskiria         | Chishminsk               | Karima Abdullina               |
| RASS de Baskiria         | Baymaksk                 | Yamal Akkubekova               |
| RASS de Baskiria         | Ufimsk-Kírovsk           | Sabir Vagapov                  |
| RASS de Baskiria         | Tuymazinsk               | Pável Galonski                 |
| RASS de Baskiria         | Chernovsk                | Iván Glebov                    |
| RASS de Baskiria         | Beloretsk                | Antonina Gorbacheva            |
| RASS de Baskiria         | Ilishevsk                | Zainab Deviatova               |
| RASS de Baskiria         | Alsheyevsk               | Alekséi Yermolayev             |
| RASS de Baskiria         | Kiginsk                  | Faizrajman Zagafuranov         |
| RASS de Baskiria         | Yanaulsk                 | Piótr Kámenev                  |
| RASS de Baskiria         | Buzdiaksk                | Maria Kovrigina                |
| RASS de Baskiria         | Aurgazinsk               | Vasili Kozenko                 |
| RASS de Baskiria         | Kugarchinsk              | Tagir Kusimov                  |
| RASS de Baskiria         | Ufimsk-Leninsk           | Jusnulla Mustafin              |
| RASS de Baskiria         | Belebeyevsk              | Aleksándr Poskrebishev         |
| RASS de Baskiria         | Sterlitamak              | Magafur Saligaskarova          |
| RASS de Baskiria         | Askinsk                  | Arseni Safronov                |
| RASS de Baskiria         | Blagoveshchensk          | Evgueni Sóbolev                |
| RASS de Baskiria         | Meleuzovsk               | Vasili Ulin                    |
| RASS de Baskiria         | Birsk                    | Jaliza Shayajmetova            |
| Óblast de Briansk        | Unechsk                  | Tijón Anikushin                |
| Óblast de Briansk        | Starodub                 | Nikolái Aníchkov               |
| Óblast de Briansk        | Novozybkovsk             | Alekséi Bondarenko             |
| Óblast de Briansk        | Komarichsk               | Nikolái Vasíliev               |
| Óblast de Briansk        | Trubchevsk               | Fiódor Dadónov                 |
| Óblast de Briansk        | Zhukovsk                 | Mijaíl Zernov                  |
| Óblast de Briansk        | Karachevsk               | Yekaterina Kazakova            |
| Óblast de Briansk        | Pochepsk                 | Anna Konkina                   |
| Óblast de Briansk        | Bezhitsk                 | Evgenia Nikolskaya             |
| Óblast de Briansk        | Novozybkovsk             | Klavdia Pushnova               |
| Óblast de Briansk        | Klintsy                  | Alekséi Semiónov               |
| Óblast de Briansk        | Yuriansk                 | Iván Tiurin                    |
| RASS Buriato-Mongola     | Kiajtinsk                | Ekaterina Melnichuk            |
| RASS Buriato-Mongola     | Pribaikalsk              | Gombozhap Tsidinzhapov         |
| RASS Buriato-Mongola     | Ulán-Udé                 | Dorzhi Tsirempilon             |
| RASS Buriato-Mongola     | Zabaikalie               | Innokenti Shamánov             |
| Óblast de Cheliábinsk    | Poltavsk                 | Grigori Bezdomov               |
| Óblast de Cheliábinsk    | Magnitogorsk             | Pavlin Gubkin                  |
| Óblast de Cheliábinsk    | Korkinsk                 | Boris Ignátov                  |
| Óblast de Cheliábinsk    | Minyar                   | Antonina Kalushina             |
| Óblast de Cheliábinsk    | Miass                    | Elena Koldushko                |
| Óblast de Cheliábinsk    | Troitsk                  | Evdokia Kondakova              |
| Óblast de Cheliábinsk    | Zlatoustovsk             | Timoféi Latishev               |
| Óblast de Cheliábinsk    | Magnitogorsk             | Zájar Lupinov                  |
| Óblast de Cheliábinsk    | Kyshtym                  | Aleksandra Statirova           |
| Óblast de Cheliábinsk    | Kopeisk                  | Piótr Tomílov                  |
| Óblast de Cheliábinsk    | Cheliábinsk              | Zotéi Chuvakov                 |
| Ciudad de Cheliábinsk    | Sovetski                 | Natalia Klemparskaya           |
| Ciudad de Cheliábinsk    | Leninsk                  | Nikolái Láptev                 |
| Ciudad de Cheliábinsk    | Stalinsk                 | Panteleimón Ponomarenko        |
| Óblast de Chitá          | Chitá                    | Zoya Aleksandrova              |
| Óblast de Chitá          | Petrovsk-Zabaikalski     | Alekséi Iziumov                |
| Óblast de Chitá          | Chitá                    | Alekséi Kozlov                 |
| Óblast de Chitá          | Chernishevsk             | Vasili Kojanski                |
| Óblast de Chitá          | Borzinsk                 | Aleksandra Matveyeva           |
| Óblast de Chitá          | Sretensk                 | Nikolái Ponomárev              |
| Óblast de Chitá          | Karymsk                  | Fiódor Saráyev                 |
| Óblast de Chkálov        | Chkálov-Dzerzhinsk       | Maria Babintseva               |
| Óblast de Chkálov        | Saraktashsk              | Vera Burova                    |
| Óblast de Chkálov        | Chkálov                  | Alekséi Vishniakov             |
| Óblast de Chkálov        | Orsk                     | Vladímir Drozdov               |
| Óblast de Chkálov        | Buzuluk                  | Iván Zorin                     |
| Óblast de Chkálov        | Pokrovsk                 | Leonid Ilichev                 |
| Óblast de Chkálov        | Chkálov-Kaganóvichsk     | Porfiri Kolésnikov             |
| Óblast de Chkálov        | Buguruslansk             | Andréi Martiánov               |
| Óblast de Chkálov        | Orsk                     | Dmitri Proferansov             |
| Óblast de Chkálov        | Abdulinsk                | Serguéi Soloviov               |
| Óblast de Chkálov        | Oktiabrsk                | Anna Ushakova                  |
| Óblast de Chkálov        | Soróchinsk               | Agrippina Cherkashina          |
| RASS de Chuvasia         | Kanashsk                 | Zoya Andreyeva                 |
| RASS de Chuvasia         | Cheboksary               | Yegor Yefímov                  |
| RASS de Chuvasia         | Chkalovsk                | Tatiana Ivanova                |
| RASS de Chuvasia         | Alátyr                   | Valentina Raspopova            |
| RASS de Chuvasia         | Vurnarsk                 | Maria Romanova                 |
| RASS de Chuvasia         | Shumerlinsk              | Aleksándr Sómov                |
| RASS de Chuvasia         | Tsivilsk                 | Semión Elger                   |
| Óblast de Crimea         | Feodosia                 | Nina Denisova                  |
| Óblast de Crimea         | Eupatoria                | Pável Lialin                   |
| Óblast de Crimea         | Kerch                    | Aleksándr Petrujin             |
| Óblast de Crimea         | Dzhankoy                 | Dmitri Polianski               |
| Óblast de Crimea         | Yalta                    | Stefanía Trotsenko             |
| Óblast de Crimea         | Simferópol               | Anfisa Yarantseva              |
| RASS de Daguestán        | Buinaksk                 | Magomed Arbuliev               |
| RASS de Daguestán        | Majachkalá               | Abdul-Gamid Batirmurzayev      |
| RASS de Daguestán        | Derbent                  | Janun Magomedova               |
| RASS de Daguestán        | Junzajsk                 | Muminat Otsokova               |
| RASS de Daguestán        | Jasaviurtovsk            | Piótr Shestákov                |
| RASS de Daguestán        | Kasumkent                | Beibala Yuzbekov               |
| Óblast de Gorki          | Ardatovsk                | Maria Belova                   |
| Óblast de Gorki          | Lyskovsk                 | Valentina Bistrovidova         |
| Óblast de Gorki          | Dalne-Konstantinovsk     | Fiódor Glebov                  |
| Óblast de Gorki          | Balajná                  | Amo Yelián                     |
| Óblast de Gorki          | Vyksa                    | Piótr Igoshin                  |
| Óblast de Gorki          | Buturlino                | Antonina Kapatsinskaya         |
| Óblast de Gorki          | Pavlovsk                 | Olga Kashutina                 |
| Óblast de Gorki          | Lukoyanovsk              | Ekaterina Leontieva            |
| Óblast de Gorki          | Pochinkovsk              | Iliá Oliunin                   |
| Óblast de Gorki          | Bor                      | Valentín Ososkov               |
| Óblast de Gorki          | Sergachsk                | Anna Poliakova                 |
| Óblast de Gorki          | Arzamassk                | Alekséi Salanov                |
| Óblast de Gorki          | Krasno-Bakovsk           | Aleksándr Severujin            |
| Óblast de Gorki          | Dzerzhinsk               | Anatoli Símonov                |
| Óblast de Gorki          | Kizil-Oktiabr            | Alekséi Súslov                 |
| Óblast de Gorki          | Shajunia                 | Víktor Teniátov                |
| Óblast de Gorki          | Spask                    | Tatiana Troskina               |
| Óblast de Gorki          | Bogorodsk                | Aleksándr Shelepin             |
| Ciudad de Gorki          | Avtozavodsk              | Gueorgui Vedeniápin            |
| Ciudad de Gorki          | Sverdlovsk               | Víktor Vinográdov              |
| Ciudad de Gorki          | Sórmovo                  | Viacheslav Kerichev            |
| Ciudad de Gorki          | Leninsk                  | Maria Novozhilova              |
| Ciudad de Gorki          | Zhdánovsk                | Alekséi Proskurin              |
| Ciudad de Gorki          | Stalinsk                 | Mijaíl Túzov                   |
| Óblast de Grozni         | Grozni-Ordzhonikidevsk   | Semión Apriatkin               |
| Óblast de Grozni         | Kizlyar                  | Zoya Goriainova                |
| Óblast de Grozni         | Grozni-Mólotovsk         | Nikolái Mijáilov               |
| Óblast de Grozni         | Grozni-Stalinsk          | Stepán Semiónov                |
| Óblast de Irkutsk        | Irkutsk                  | Boris Kobelev                  |
| Óblast de Irkutsk        | Cheremjovsk              | Gueorgui Kondrashov            |
| Óblast de Irkutsk        | Ziminsk                  | Iliá Konstantínov              |
| Óblast de Irkutsk        | Irkutsk-Stalinsk         | Serguéi Lomonósov              |
| Óblast de Irkutsk        | Nizhneúdinsk             | Klavdia Nikonova               |
| Óblast de Irkutsk        | Irkutsk-Kírovsk          | Raisa Panfilova                |
| Óblast de Irkutsk        | Tulunsk                  | Valentina Plotnikova           |
| Óblast de Irkutsk        | Kirensk                  | Alekséi Sújov                  |
| Óblast de Irkutsk        | Usolsk                   | Aleksándr Truskov              |
| Óblast de Ivánovo        | Yuryevetsk               | Anna Aleshina                  |
| Óblast de Ivánovo        | Bichursk                 | Aleksándr Barvinski            |
| Óblast de Ivánovo        | Ivánovo-Stalinsk         | Lidia Zvezdina                 |
| Óblast de Ivánovo        | Teykovsk                 | Fiódor Kaznov                  |
| Óblast de Ivánovo        | Shuisk                   | Lidia Lykova                   |
| Óblast de Ivánovo        | Ivánovo                  | Anatoli Máltsev                |
| Óblast de Ivánovo        | Kineshemsk               | Nonna Muraviona                |
| Óblast de Ivánovo        | Palejsk                  | Nikolái Pégov                  |
| Óblast de Ivánovo        | Ivánovo-Leninsk          | Boris Smirnov                  |
| Óblast de Ivánovo        | Furmanovsk               | Vera Tsvetkova                 |
| Krái de Jabárovsk        | Jabárovsk                | Aleksandra Antonova            |
| Krái de Jabárovsk        | Komsomolsk               | Iván Baykov                    |
| Krái de Jabárovsk        | Jabárovsk-Stalinsk       | Zoya Bajtina                   |
| Krái de Jabárovsk        | Birobidzhán              | Lev Benkóvich                  |
| Krái de Jabárovsk        | Komsomolsk               | Alekséi Voitóvich              |
| Krái de Jabárovsk        | Chukchi-Koriakia         | Nikolái Gornov                 |
| Krái de Jabárovsk        | Jabárovsk-Kírovsk        | Maria Gusenko                  |
| Krái de Jabárovsk        | Kamchatka                | Trofim Kalínnikov              |
| Krái de Jabárovsk        | Nizhne-Amur              | Andréi Romashkov               |
| Krái de Jabárovsk        | Kolimá                   | Grigori Shatalin               |
| RASS de Kabardia         | Oktiabrski               | Gueorgui Denísov               |
| RASS de Kabardia         | Stalinsk                 | Kalimet Tlostánov              |
| Óblast de Kalinin        | Kimrsk                   | Maria Andreyeva                |
| Óblast de Kalinin        | Kirovsk                  | Andréi Bochvar                 |
| Óblast de Kalinin        | Lijoslavlsk              | Larisa Vasilchenko             |
| Óblast de Kalinin        | Krasnojolmsk             | Iván Gagurin                   |
| Óblast de Kalinin        | Bezhetsk                 | Matvéi Gúsev                   |
| Óblast de Kalinin        | Kalinin                  | Anna Zaitseva                  |
| Óblast de Kalinin        | Rzhev                    | Iván Zimin                     |
| Óblast de Kalinin        | Kalinin-Zavolzhsk        | Vitali Kruglov                 |
| Óblast de Kalinin        | Kashin                   | Serguéi Lamakin                |
| Óblast de Kalinin        | Kalinin                  | Iván Lobánov                   |
| Óblast de Kalinin        | Vyshnevolotsk            | Alekséi Matvéyev               |
| Óblast de Kalinin        | Ostashkov                | Praskovia Smolenskaya          |
| Óblast de Kalinin        | Novotorzhsk              | Zinaida Stepanova              |
| Óblast de Kalinin        | Ologovsk                 | Aleksándr Fadéyev              |
| Óblast de Kalinin        | Zubtsovsk                | Alekséi Scheplikov             |
| Óblast de Kaliningrado   | Cherniajovski            | Anna Aleksandrova              |
| Óblast de Kaliningrado   | Baltiysk                 | Vladímir Andréiev              |
| Óblast de Kaliningrado   | Kaliningrado             | Víktor Dyukov                  |
| Óblast de Kaliningrado   | Kaliningrado             | Olga Sedova                    |
| Óblast de Kaliningrado   | Sovetsk                  | Piótr Tulnov                   |
| Óblast de Kaluga         | Sujinichsk               | Vasili Bogdánov                |
| Óblast de Kaluga         | Kozelsk                  | Grigori Ganin                  |
| Óblast de Kaluga         | Maloyaroslavetsk         | Klavdia Gromakova              |
| Óblast de Kaluga         | Meshchovsk               | Dmitri Lukanin                 |
| Óblast de Kaluga         | Dzerzhinsk               | Alekséi Nekrásov               |
| Óblast de Kaluga         | Kírovsk                  | Vera Razlivanova               |
| Óblast de Kaluga         | Kaluga                   | Guennadi Jubayev               |
| Óblast de Kémerovo       | Osinnikovsk              | Vasili Alekséyev               |
| Óblast de Kémerovo       | Léninsk-Kuznetski        | Mijaíl Béssonov                |
| Óblast de Kémerovo       | Ordzhonikidzevsk         | Tamara Golubintseva            |
| Óblast de Kémerovo       | Kiseliovsk               | Mijaíl Gúsev                   |
| Óblast de Kémerovo       | Topkinsk                 | Nikolái Iliasov                |
| Óblast de Kémerovo       | Tyazhinsk                | Maria Kosinskaya               |
| Óblast de Kémerovo       | Kuznetski                | Afanasi Kushakov               |
| Óblast de Kémerovo       | Prokopievsk              | Alekséi Morózov                |
| Óblast de Kémerovo       | Mariinski                | Olimpiada Murzina              |
| Óblast de Kémerovo       | Velovsk                  | Anna Petrova                   |
| Óblast de Kémerovo       | Stalinsk                 | Vladímir Saratovskij           |
| Óblast de Kémerovo       | Kémerovo                 | Ekaterina Skorik               |
| Óblast de Kémerovo       | Prokopievsk-Rudnichni    | Iván Fominij                   |
| Óblast de Kémerovo       | Anzhero-Súdzhensk        | Vladímir Shapoválov            |
| Óblast de Kémerovo       | Kémerovo-Rudnichni       | Mijaíl Shunko                  |
| Óblast de Kírov          | Yaransk                  | Iván Vasíliev                  |
| Óblast de Kírov          | Slobodskói               | Antonina Zhuikova              |
| Óblast de Kírov          | Urzhumsk                 | Elizaveta Kostrikova           |
| Óblast de Kírov          | Sovetski                 | Gueorgui Kropachiov            |
| Óblast de Kírov          | Uninsk                   | Vasili Kriazhev                |
| Óblast de Kírov          | Malmyzhsk                | Aleksándr Kudriávtsev          |
| Óblast de Kírov          | Murashinsk               | Nina Martinova                 |
| Óblast de Kírov          | Kotelnichsk              | Aleksandra Moshkina            |
| Óblast de Kírov          | Zuyevsk                  | Piótr Prozorov                 |
| Óblast de Kírov          | Kírov-Stalinsk           | Piótr Reshetnikov              |
| Óblast de Kírov          | Kírov-Mólotovsk          | Nikolái Svetlakov              |
| Óblast de Kírov          | Shabalinsk               | Alekséi Sokerin                |
| Óblast de Kírov          | Sanchursk                | Fiódor Sisoyev                 |
| Óblast de Kírov          | Omutninsk                | Yákov Chadáyev                 |
| Óblast de Kírov          | Mólotovsk                | Maria Shijaleyeva              |
| RASS de Komi             | Siktivkar                | Nikolái Vajnin                 |
| RASS de Komi             | Ujtá                     | Zosima Panev                   |
| RASS de Komi             | Pechorsk                 | Mijaíl Jaléyev                 |
| Óblast de Kostromá       | Manturovsk               | Valentín Yershov               |
| Óblast de Kostromá       | Buisk                    | Klavdia Kiselieva              |
| Óblast de Kostromá       | Kostromá                 | Aleksandra Kostrova            |
| Óblast de Kostromá       | Sharinsk                 | Kuzma Krasilnikov              |
| Óblast de Kostromá       | Sudislavsk               | Maria Kruteliova               |
| Óblast de Kostromá       | Kostromá                 | Praskovia Malinina             |
| Óblast de Kostromá       | Galichsk                 | Nikolái Tomski                 |
| Krái de Krasnodar        | Korenovsk                | Valentina Akulinina            |
| Krái de Krasnodar        | Maikop                   | Zoya Begeretova                |
| Krái de Krasnodar        | Kropotkinsk              | Konstantín Borin               |
| Krái de Krasnodar        | Slaviansk                | Aleksandra Varaksova           |
| Krái de Krasnodar        | Sochi                    | Mijaíl Gladkov                 |
| Krái de Krasnodar        | Tijoretsk                | Marfa Gritasova                |
| Krái de Krasnodar        | Krasnodar-Stalinsk       | Vasili Zinchenko               |
| Krái de Krasnodar        | Labinsk                  | Aleksándr Kurshev              |
| Krái de Krasnodar        | Krasnogvardeysk          | Nikolái Lébedev                |
| Krái de Krasnodar        | Yeisk                    | Gordéi Levchenko               |
| Krái de Krasnodar        | Kushchóvskaya            | Lidia Lozanovskaya             |
| Krái de Krasnodar        | Kurgáninsk               | Maria Menshova                 |
| Krái de Krasnodar        | Novorosíisk              | Fiódor Nikoláyev               |
| Krái de Krasnodar        | Armavir                  | Piótr Pantikov                 |
| Krái de Krasnodar        | Briujovetsk              | Arkadi Perventsev              |
| Krái de Krasnodar        | Armavir                  | Boris Petrujov                 |
| Krái de Krasnodar        | Krasnodar-Kaganóvichsk   | Nikolái Redkin                 |
| Krái de Krasnodar        | Timashovsk               | Piótr Stratienko               |
| Krái de Krasnodar        | Séverskaya               | Nikifor Tsiupa                 |
| Krái de Krasnodar        | Elorechensk              | Iván Chugunov                  |
| Krái de Krasnoyarsk      | Bolshe-Murtinsk          | Maria Brusentsova              |
| Krái de Krasnoyarsk      | Minusinsk                | Serguéi Butuzov                |
| Krái de Krasnoyarsk      | Ilanski                  | Varvara Gasnikova              |
| Krái de Krasnoyarsk      | Kansk                    | Nikita Gorbach                 |
| Krái de Krasnoyarsk      | Uyarsk                   | Nadezhda Grekova               |
| Krái de Krasnoyarsk      | Yeniseysk                | Zinaida Grudtsina              |
| Krái de Krasnoyarsk      | Krasnoyarsk-Stalinsk     | Akulina Kovalieva              |
| Krái de Krasnoyarsk      | Bogotolsk                | Mijaíl Makárov                 |
| Krái de Krasnoyarsk      | Chernogorsk              | Ksenia Naumova                 |
| Krái de Krasnoyarsk      | Kuraginsk                | Piótr Semiónov                 |
| Krái de Krasnoyarsk      | Uzhursk                  | Arkadi Tretiakov               |
| Krái de Krasnoyarsk      | Abakansk                 | Aleksándr Turbin               |
| Krái de Krasnoyarsk      | Igarsk                   | Nikolái Falaleyev              |
| Krái de Krasnoyarsk      | Krasnoyarsk-Kaganóvichsk | Matvéi Cheriomushkin           |
| Krái de Krasnoyarsk      | Áchinsk                  | Kirill Shestákov               |
| Óblast de Kúibyshev      | Chapáyevsk               | Olga Vladirchik                |
| Óblast de Kúibyshev      | Bolsheglushitsk          | Leonid Yefrémov                |
| Óblast de Kúibyshev      | Syzran                   | Aleksándr Zúbov                |
| Óblast de Kúibyshev      | Pojvistnevsk             | Iván Kairov                    |
| Óblast de Kúibyshev      | Mólotovsk                | Iván Komzin                    |
| Óblast de Kúibyshev      | Sergievsk                | Víktor Muravlenko              |
| Óblast de Kúibyshev      | Kliavlinsk               | Grigori Perekrestov            |
| Óblast de Kúibyshev      | Kinelsk                  | Olga Sivujina                  |
| Óblast de Kúibyshev      | Syzran                   | Anna Spiridonova               |
| Ciudad de Kúibyshev      | Kírovsk                  | Piótr Surin                    |
| Ciudad de Kúibyshev      | Stalinsk                 | Mijaíl Súslov                  |
| Ciudad de Kúibyshev      | Dzerzhinsk               | Galina Talanova                |
| Ciudad de Kúibyshev      | Leninsk                  | Serguéi Shilovtsev             |
| Óblast de Kurgán         | Shumijinsk               | Pável Baránov                  |
| Óblast de Kurgán         | Lebyazhyevsk             | Alekséi Buyeverov              |
| Óblast de Kurgán         | Kurtamyshsk              | Maria Vasilieva                |
| Óblast de Kurgán         | Kurgán                   | Gueorgui Denísov               |
| Óblast de Kurgán         | Kargapolsk               | Iván Zhilin                    |
| Óblast de Kurgán         | Shádrinsk                | Evdokia Minina                 |
| Óblast de Kursk          | Bélgorod                 | Dmitri Alejin                  |
| Óblast de Kursk          | Bélgorod                 | Iván Arnatov                   |
| Óblast de Kursk          | Novooskolsk              | Stepán Bitiukov                |
| Óblast de Kursk          | Sovetski                 | Tatiana Deyeva                 |
| Óblast de Kursk          | Starooskolsk             | Mijaíl Kisliákov               |
| Óblast de Kursk          | Kursk                    | Maria Kovaliova                |
| Óblast de Kursk          | Dmitrievsk               | Grigori Kovalevski             |
| Óblast de Kursk          | Shchigrovsk              | Panteleimón Kolésnikov         |
| Óblast de Kursk          | Valuysk                  | Ekaterina Korotkova            |
| Óblast de Kursk          | Oboyansk                 | Galina Kuksova                 |
| Óblast de Kursk          | Projorovsk               | Serguéi Makárov                |
| Óblast de Kursk          | Kursk                    | Mijaíl Maleyev                 |
| Óblast de Kursk          | Sudzhansk                | Anna Rúdchenko                 |
| Óblast de Kursk          | Pristensk                | Alekséi Savchenko              |
| Óblast de Kursk          | Kastorensk               | Nina Sidorova                  |
| Óblast de Kursk          | Rakityansk               | Alekséi Surkov                 |
| Óblast de Kursk          | Shebekino                | Vladímir Tishchenko            |
| Óblast de Kursk          | Rylsk                    | Stefan Usachenko               |
| Óblast de Kursk          | Lgov                     | Faina Jorkova                  |
| Óblast de Kursk          | Zolotujinsk              | Iván Yarochkin                 |
| Óblast de Leningrado     | Gátchina                 | Maria Almazova                 |
| Óblast de Leningrado     | Lodéinopol               | Vasili Zaichikov               |
| Óblast de Leningrado     | Voljovsk                 | Olga Ilina                     |
| Óblast de Leningrado     | Pargolovo                | Anna Krasnobayeva              |
| Óblast de Leningrado     | Tijvinsk                 | Víktor Leóntiev                |
| Óblast de Leningrado     | Leningrado               | Nikolái Pshenitsin             |
| Óblast de Leningrado     | Tosnensk                 | Iván Samoílov                  |
| Óblast de Leningrado     | Víborg                   | Nikolái Sókolov                |
| Óblast de Leningrado     | Kingisepp                | Aleksándr Uvárov               |
| Óblast de Leningrado     | Luga                     | Elena Jajalina                 |
| Óblast de Leningrado     | Lomonósov                | Iván Shmeliov                  |
| Ciudad de Leningrado     | Nevsk                    | Vasili Andriánov               |
| Ciudad de Leningrado     | Zhdánovsk                | Ekaterina Antoshkina           |
| Ciudad de Leningrado     | Petrogradsk              | Konstantín Býkov               |
| Ciudad de Leningrado     | Kronstadt                | Arseni Golovkó                 |
| Ciudad de Leningrado     | Tnrasioarmeysk           | Nikolái Gorlinski              |
| Ciudad de Leningrado     | Vasileostrovsk           | Alekséi Iliushin               |
| Ciudad de Leningrado     | Víborg                   | Vladímir Klímov                |
| Ciudad de Leningrado     | Kalininsk                | Nikolái Kovaliov               |
| Ciudad de Leningrado     | Frunzensk                | Olga Kudiushina                |
| Ciudad de Leningrado     | Moskovski                | Piótr Ladánov                  |
| Ciudad de Leningrado     | Krasnoflotski            | Dmitri Leónov                  |
| Ciudad de Leningrado     | Smolninskoye             | Nadezhda Lokteva               |
| Ciudad de Leningrado     | Suvorovsk                | Aleksándr Nosenkov             |
| Ciudad de Leningrado     | Leninsk                  | Maria Petrova                  |
| Ciudad de Leningrado     | Kúibyshevsk              | Vladímir Ponomárev             |
| Ciudad de Leningrado     | Nekrasovsk               | Vladímir Pojvalin              |
| Ciudad de Leningrado     | Sverdlovsk               | Iván Sebin                     |
| Ciudad de Leningrado     | Ligovsk                  | Makari Sorokin                 |
| Ciudad de Leningrado     | Kirovsk                  | Iósif Stalin                   |
| Ciudad de Leningrado     | Oktiabrsk                | Antonina Churkina              |
| Ciudad de Leningrado     | Dzerzhinsk               | Dmitri Shostakóvich            |
| RASS de Mari             | Gorno-Mari               | Ekaterina Bazhenova            |
| RASS de Mari             | Sernursk                 | Pável Yeliséyev                |
| RASS de Mari             | Yoshkar Olinsk           | Grigori Soloviov               |
| RASS de Mari             | Ronginsk                 | Projor Scherbakov              |
| Óblast de Mólotov        | Kizilovsk                | Serguéi Bashkakov              |
| Óblast de Mólotov        | Kungursk                 | Evdokia Briliákova             |
| Óblast de Mólotov        | Chusovói                 | Boris Vannikov                 |
| Óblast de Mólotov        | Ordinsk                  | Boris Kozachenko               |
| Óblast de Mólotov        | Bereznikí                | Tatiana Marova                 |
| Óblast de Mólotov        | Lysvensk                 | Filipp Oborin                  |
| Óblast de Mólotov        | Vereshchagino            | Guennadi Oputin                |
| Óblast de Mólotov        | Polovinkinsk             | Leonid Soloviov                |
| Óblast de Mólotov        | Kuyedinsk                | Gueorgui Subbotin              |
| Óblast de Mólotov        | Krasnokamsk              | Mijaíl Tarásov                 |
| Óblast de Mólotov        | Komi-Permiakia           | Iván Tomiánin                  |
| Óblast de Mólotov        | Solikamsk                | Taisia Ujovtseva               |
| Óblast de Mólotov        | Osinsk                   | Aleksandra Shatrova            |
| Ciudad de Mólotov        | Mólotov                  | Abram Bijovski                 |
| Ciudad de Mólotov        | Stalinsk                 | Nikolái Záitsev                |
| Ciudad de Mólotov        | Kírovsk                  | Iraida Zajvatkina              |
| RASS de Mordovia         | Ardatovsk                | Maria Gorojova-Dolgova         |
| RASS de Mordovia         | Zubovo-Poliansk          | Semión Igayev                  |
| RASS de Mordovia         | Krasnoslobodsk           | Maria Kuzmina                  |
| RASS de Mordovia         | Kovilkinsk               | Arkadi Mordvínov               |
| RASS de Mordovia         | Saransk                  | Maria Morozova                 |
| RASS de Mordovia         | Atiashevsk               | Mijaíl Seliukin                |
| RASS de Mordovia         | Temnikovsk               | Iván Jrámov                    |
| RASS de Mordovia         | Ruzayevsk                | Vasili Chuvatov                |
| Óblast de Moscú          | Voskresensk              | Piótr Azhirkov                 |
| Óblast de Moscú          | Babushkinsk              | Klavdia Arjípova               |
| Óblast de Moscú          | Jimkinsk                 | Semión Afanásiev               |
| Óblast de Moscú          | Lyublino                 | Iván Baránov                   |
| Óblast de Moscú          | Krasno-Poliánsk          | Anna Bardeyeva                 |
| Óblast de Moscú          | Naro-Fominsk             | Maria Belova                   |
| Óblast de Moscú          | Ujtomsk                  | Gevorg Boshian                 |
| Óblast de Moscú          | Podolsk                  | Boris Variushenkov             |
| Óblast de Moscú          | Balashija                | Serguéi Veselov                |
| Óblast de Moscú          | Lyuberetsk               | Aleksándr Vólkov               |
| Óblast de Moscú          | Kashirsk                 | Vladímir Vólkov                |
| Óblast de Moscú          | Oréjovo-Zúyevo           | Maria Volkova                  |
| Óblast de Moscú          | Podolsk                  | Vasili Goncharov               |
| Óblast de Moscú          | Mozhaisk                 | Agafia Yermakova               |
| Óblast de Moscú          | Ramensk                  | Pelageya Ivleva                |
| Óblast de Moscú          | Zaraisk                  | Kapitolina Igumnova            |
| Óblast de Moscú          | Dmítrov                  | Iván Kapitónov                 |
| Óblast de Moscú          | Stalinogorsk             | Víktor Kárpov                  |
| Óblast de Moscú          | Mytishchinsk             | Fiódor Kovaliov                |
| Óblast de Moscú          | Pavlovo-Posadsk          | Mijaíl Koreshkov               |
| Óblast de Moscú          | Túshino                  | Gueorgui Malenkov              |
| Óblast de Moscú          | Volokolamsk              | Yuri Malyguin                  |
| Óblast de Moscú          | Shatúra                  | Arseni Malishev                |
| Óblast de Moscú          | Uzlovsk                  | Aristarj Medvédev              |
| Óblast de Moscú          | Pushkin                  | Iván Nikítin                   |
| Óblast de Moscú          | Klinsk                   | Zajari Oleinik                 |
| Óblast de Moscú          | Oréjovo-Zúyevo           | Yákov Polújov                  |
| Óblast de Moscú          | Serpujovsk               | Elizaveta Pankratova           |
| Óblast de Moscú          | Noguinsk                 | Maria Rozhkova                 |
| Óblast de Moscú          | Zagorsk                  | Nikolái Sizov                  |
| Óblast de Moscú          | Shelkovsk                | Vasili Stalin                  |
| Óblast de Moscú          | Leninsk                  | Elena Tretiakova               |
| Óblast de Moscú          | Kuntsevsk                | Elizaveta Ushakova             |
| Óblast de Moscú          | Kolómenskoye             | Nikolái Shvérnik               |
| Óblast de Moscú          | Yegoryevsk               | Iliá Schelko                   |
| Ciudad de Moscú          | Kominternovsk            | Pável Abrámov                  |
| Ciudad de Moscú          | Danilovsk                | Elizaveta Baburina             |
| Ciudad de Moscú          | Moskovski                | Lavrenti Beria                 |
| Ciudad de Moscú          | Arbat                    | Nikolái Bobrovnikov            |
| Ciudad de Moscú          | Dzerzhinsk               | Nikolái Bulganin               |
| Ciudad de Moscú          | Frunzensk                | Aleksándr Vlásov               |
| Ciudad de Moscú          | Kievsk                   | Aleksándr Vorobiev             |
| Ciudad de Moscú          | Leninsk                  | Arkadi Vorobiev                |
| Ciudad de Moscú          | Kaluzhsk                 | Alekséi Voronkov               |
| Ciudad de Moscú          | Krasnopresnenskaya       | Vladímir Voroshin              |
| Ciudad de Moscú          | Sverdlovsk               | Vera Davidova Mchedlidze       |
| Ciudad de Moscú          | Pirogovsk                | Yulia Dombrovskaya             |
| Ciudad de Moscú          | Sovetsk                  | Vladímir Donskói               |
| Ciudad de Moscú          | Kirovsk                  | Lidia Korabelnikova            |
| Ciudad de Moscú          | Leningradsk              | Vasili Koroliov                |
| Ciudad de Moscú          | Kúibyshevsk              | Pelagueya Polubárinova-Kóchina |
| Ciudad de Moscú          | Timiryazevsk             | Vasili Krestiánikov            |
| Ciudad de Moscú          | Oktiabrsk                | Konstantín Kuznetsov           |
| Ciudad de Moscú          | Sushchovsk               | Zoya Mironova                  |
| Ciudad de Moscú          | Mólotovsk                | Viacheslav Mólotov             |
| Ciudad de Moscú          | Zheleznodorozhny         | Arkadi Mótov                   |
| Ciudad de Moscú          | Gertsensk                | Aleksándr Oparin               |
| Ciudad de Moscú          | Gorkovsk                 | Konstantín Samsónov            |
| Ciudad de Moscú          | Zhdánovsk                | Zoya Solodkaya                 |
| Ciudad de Moscú          | Proletarsk               | Vladímir Ustínov               |
| Ciudad de Moscú          | Scherbakovsk             | Konstantín Fedin               |
| Ciudad de Moscú          | Kalininsk                | Nikita Jrushchov               |
| Ciudad de Moscú          | Stalinsk                 | Grigori Tsvetkov               |
| Ciudad de Moscú          | Baumansk                 | Maria Cherepnina               |
| Ciudad de Moscú          | Pervomaisk               | Konstantín Cherniáyev          |
| Ciudad de Moscú          | Sokolnichesk             | Valentina Shipova              |
| Ciudad de Moscú          | Ostánkino                | Mijaíl Yásnov                  |
| Óblast de Múrmansk       | Múrmansk                 | Pável Bayev                    |
| Óblast de Múrmansk       | Monchegorsk              | Aleksandra Grigorieva          |
| Óblast de Múrmansk       | Poliarny                 | Vasili Platónov                |
| Óblast de Múrmansk       | Kandalakcha              | Vasili Prokófiev               |
| Óblast de Nóvgorod       | Okulovsk                 | Yákov Abrámov                  |
| Óblast de Nóvgorod       | Jvoininsk                | Anna Druzhinina                |
| Óblast de Nóvgorod       | Borovichí                | Maria Maksimova                |
| Óblast de Nóvgorod       | Nóvgorod                 | Serguéi Matiushin              |
| Óblast de Nóvgorod       | Valdaysk                 | Yákov Pávlov                   |
| Óblast de Nóvgorod       | Starorusski              | Dmitri Siryapin                |
| Óblast de Nóvgorod       | Nóvgorod                 | Tijon Jrénnikov                |
| Óblast de Novosibirsk    | Bolotninsk               | Anna Alabugina                 |
| Óblast de Novosibirsk    | Chulimsk                 | Iván Vasíliev                  |
| Óblast de Novosibirsk    | Barabinsk                | Vladímir Golenkov              |
| Óblast de Novosibirsk    | Kúibyshevsk              | Vasili Makárov                 |
| Óblast de Novosibirsk    | Berdsk                   | Nikolái Makárov                |
| Óblast de Novosibirsk    | Novosibirsk              | Klavdia Matrosova              |
| Óblast de Novosibirsk    | Cherepanovsk             | Piótr Sevastiánov              |
| Óblast de Novosibirsk    | Karasuksk                | Iván Tur                       |
| Óblast de Novosibirsk    | Tatarsk                  | Grigori Shashkov               |
| Ciudad de Novosibirsk    | Oktiabrsk                | Andréi Andréyev                |
| Ciudad de Novosibirsk    | Central                  | Ksenia Vorontsova              |
| Ciudad de Novosibirsk    | Zayeltsovsk              | Mijaíl Zhivodernikov           |
| Ciudad de Novosibirsk    | Dzerzhinsk               | Anna Kosacheva                 |
| Ciudad de Novosibirsk    | Kírovsk                  | Iván Shkraban                  |
| Óblast de Omsk           | Nazivayevsk              | Matvéi Komlev                  |
| Óblast de Omsk           | Omsk                     | Serguéi Kulik                  |
| Óblast de Omsk           | Tarsk                    | Tatiana Kupnova                |
| Óblast de Omsk           | Bolsherechensk           | Serguéi Ladeishchikov          |
| Óblast de Omsk           | Kalachinsk               | Liúbov Lajina                  |
| Óblast de Omsk           | Isilkulsk                | Pável Lobánov                  |
| Óblast de Omsk           | Pavlogradsk              | Dmitri Padin                   |
| Ciudad de Omsk           | Omsk-Kúibyshevsk         | Anastasia Miasnikova           |
| Ciudad de Omsk           | Omsk-Mólotovsk           | Anisia Orlova                  |
| Ciudad de Omsk           | Omsk-Leninsk             | Alekséi Poltoratski            |
| Ciudad de Omsk           | Omsk-Stalinsk            | Dmitri Sitnianski              |
| Óblast de Oriol          | Kromskói                 | Valentina Doinikova            |
| Óblast de Oriol          | Mtsensk                  | Aleksandra Kiselieva           |
| Óblast de Oriol          | Livensk                  | Natalia Korovetskaya           |
| Óblast de Oriol          | Oriol                    | Iván Krapchin                  |
| Óblast de Oriol          | Kolpniansk               | Alekséi Maksímov               |
| Óblast de Oriol          | Verjovsk                 | Polina Pronina                 |
| Óblast de Oriol          | Yelets                   | Mijaíl Rumiantsev              |
| Óblast de Oriol          | Uriik                    | Vasili Sliunin                 |
| Óblast de Oriol          | Yelets                   | Vasili Shajánov                |
| Óblast de Oriol          | Oriol                    | Serguéi Shtemenko              |
| RASS de Osetia del Norte | Malgobeksk               | Iván Yefrémov                  |
| RASS de Osetia del Norte | Dzaudzhikau              | Víktor Totayev                 |
| RASS de Osetia del Norte | Alagirsk                 | Olga Tuayeva                   |
| Óblast de Penza          | Belinsk                  | Boris Breivo                   |
| Óblast de Penza          | Kuznetsk                 | Iván Goroshkin                 |
| Óblast de Penza          | Zemetchinsk              | Iván Zhúkov                    |
| Óblast de Penza          | Penza                    | Klavdia Zaborskaya             |
| Óblast de Penza          | Kondolsk                 | Boris Kampov-Polevói           |
| Óblast de Penza          | Nizhnelomovsk            | Vitali Klimóvich               |
| Óblast de Penza          | Penza                    | Várvara Koliadina              |
| Óblast de Penza          | Yuzhni                   | Nikolái Ryabov                 |
| Óblast de Penza          | Serdobsk                 | Anastasia Chaldayeva           |
| Óblast de Penza          | Luninsk                  | Valentina Shkurova             |
| Krái de Primorie         | Artemovsk                | Vasili Aronov                  |
| Krái de Primorie         | Jorolsk                  | Serguéi Biriuzov               |
| Krái de Primorie         | Vladivostok-Frunzensk    | Nikolái Borodkin               |
| Krái de Primorie         | Spasski                  | Nikolái Yermolayev             |
| Krái de Primorie         | Voroshílovsk             | Pável Zyriánov                 |
| Krái de Primorie         | Voroshílovsk             | Anna Makaricheva               |
| Krái de Primorie         | Suchansk                 | Anna Moiseyenko                |
| Krái de Primorie         | Vladivostok-Leninsk      | Maria Putsillo                 |
| Krái de Primorie         | Najodka                  | Mijaíl Sidélnikov              |
| Krái de Primorie         | Kalininsk                | Víktor Tsesarski               |
| Óblast de Pskov          | Novorzhevsk              | Nadezhda Almazova              |
| Óblast de Pskov          | Porjovsk                 | Yákov Prushinski               |
| Óblast de Pskov          | Dnovsk                   | Galina Pchiolkina              |
| Óblast de Pskov          | Pskov                    | Dmitri Riabov                  |
| Óblast de Pskov          | Ostrovsk                 | Evdokia Semiónova              |
| Óblast de Pskov          | Strugo-Krasnensk         | Kuzma Firsov                   |
| Óblast de Riazán         | Riazán                   | Serguéi Belorusets             |
| Óblast de Riazán         | Ryazhsk                  | Iván Bortakovski               |
| Óblast de Riazán         | Shilovsk                 | Vasili Govorushkin             |
| Óblast de Riazán         | Chanlyginsk              | Konstantín Gubin               |
| Óblast de Riazán         | Riazán                   | Iván Gúsev                     |
| Óblast de Riazán         | Lev-Tolstovsk            | Teodosi Zharich                |
| Óblast de Riazán         | Mijailovsk               | Ekaterina Kondrashkina         |
| Óblast de Riazán         | Kasímov                  | Anisia Kostina                 |
| Óblast de Riazán         | Sasovsk                  | Vasilisa Kuznetsova            |
| Óblast de Riazán         | Levedyansk               | Valentina Lapteva              |
| Óblast de Riazán         | Sarayevsk                | Olga Lepeshínskaya             |
| Óblast de Riazán         | Spask                    | Timoféi Saráyev                |
| Óblast de Riazán         | Skopinsk                 | Konstantín Tsukánov            |
| Óblast de Riazán         | Shatsk                   | Grigori Schegolev              |
| Óblast de Rostov         | Millerovsk               | Aleksandra Aleynikova          |
| Óblast de Rostov         | Salsk                    | Iván Berezin                   |
| Óblast de Rostov         | Sulinsk                  | Evgenia Galushkina             |
| Óblast de Rostov         | Morozovsk                | Iván Gorbenko                  |
| Óblast de Rostov         | Batáisk                  | Grigori Grómov                 |
| Óblast de Rostov         | Chertkovsk               | Grigori Dobrinin               |
| Óblast de Rostov         | Shájtinski               | Mijaíl Ivánov                  |
| Óblast de Rostov         | Kamensk                  | Anatoli Katkov                 |
| Óblast de Rostov         | Mechetinsk               | Pelageya Korobtsova            |
| Óblast de Rostov         | Novocherkask             | Dmitri Krupin                  |
| Óblast de Rostov         | Konstantinovsk           | Nikolái Trapéznikov            |
| Óblast de Rostov         | Taganrog                 | Iván Jorenko                   |
| Óblast de Rostov         | Novoshakhtinsk           | Dmitri Chertov                 |
| Óblast de Rostov         | Taganrog                 | Antonina Shabalina             |
| Óblast de Rostov         | Zimovnikovsk             | Lidia Scheglova                |
| Ciudad de Rostov del Don | Stalinsk                 | Konstantín Garkushenko         |
| Ciudad de Rostov del Don | Leninsk                  | Anastás Mikoyán                |
| Ciudad de Rostov del Don | Kírovsk                  | Dmitri Skobeltsin              |
| Óblast de Sajalín        | Poronaisk                | Serguéi Belokon                |
| Óblast de Sajalín        | Aleksandrovsk            | Liudmilla Dubrovina            |
| Óblast de Sajalín        | Yuzhno-Sajalinsk         | Valentina Kornilóvich          |
| Óblast de Sajalín        | Jolmsk                   | Iliá Rodin                     |
| Óblast de Sajalín        | Korsakovsk               | Gueorgui Skópinov              |
| Óblast de Sarátov        | Volsk                    | Nikolái Belotelov              |
| Óblast de Sarátov        | Pugachiovsk              | Anatoli Borisenko              |
| Óblast de Sarátov        | Voroshílovsk             | Arkadi Vodkov                  |
| Óblast de Sarátov        | Yershovsk                | Anna Gopko                     |
| Óblast de Sarátov        | Krasnokutsk              | Aleksándr Kimstach             |
| Óblast de Sarátov        | Atkarsk                  | Antonina Krestianikova         |
| Óblast de Sarátov        | Balashovsk               | Elizaveta Midziayeva           |
| Óblast de Sarátov        | Marksovsk                | Gavriil Riabov                 |
| Óblast de Sarátov        | Arkadaksk                | Iliá Samóilov                  |
| Óblast de Sarátov        | Bazarno-Karabulaksk      | Anna Selivanova                |
| Óblast de Sarátov        | Rtishchevsk              | Alekséi Sókolov                |
| Óblast de Sarátov        | Petrovsk                 | Iván Sichev                    |
| Óblast de Sarátov        | Enguels                  | Iliá Ehremburg                 |
| Ciudad de Sarátov        | Stalinsk                 | Vera Gorina                    |
| Ciudad de Sarátov        | Oktiabrsk                | Ekaterina Konopliannikova      |
| Ciudad de Sarátov        | Leninsk                  | Vasili Kuznetsov               |
| Ciudad de Sarátov        | Kírovsk                  | Nikolái Stoyakov               |
| Ciudad de Sebastopol     |                          | Kirill Borísov                 |
| Ciudad de Sebastopol     |                          | Nikolái Kulakov                |
| Óblast de Smolensk       | Viazemsk                 | Yákov Valúyev                  |
| Óblast de Smolensk       | Sichiovsk                | Olga Vende                     |
| Óblast de Smolensk       | Roslavl                  | Aleksandra Dudina              |
| Óblast de Smolensk       | Safonovsk                | Anna Zimenkova                 |
| Óblast de Smolensk       | Jislavichsk              | Mijaíl Isakovski               |
| Óblast de Smolensk       | Gzhatsk                  | Vasili Sapozhnikov             |
| Óblast de Smolensk       | Demidovsk                | Alekséi Sókolov                |
| Óblast de Smolensk       | Yartsevsk                | Pável Stepánov                 |
| Óblast de Smolensk       | Pochinkovsk              | Gueorgui Schiotchikov          |
| Óblast de Smolensk       | Smolensk                 | Boris Chernoúsov               |
| Óblast de Smolensk       | Smolensk                 | Efim Churkin                   |
| Óblast de Smolensk       | Rudnyanski               | Zoya Shvédova                  |
| Óblast de Stalingrado    | Rudnyanski               | Alekséi Beschastnov            |
| Óblast de Stalingrado    | Stalingrado              | Aleksandra Bugayenko           |
| Óblast de Stalingrado    | Novoanninsk              | Iván Grishin                   |
| Óblast de Stalingrado    | Leninsk                  | Nadezhda Koronova              |
| Óblast de Stalingrado    | Kamishin                 | Klavdia Obujova                |
| Óblast de Stalingrado    | Nizhne Chir              | Fiódor Pánferov                |
| Óblast de Stalingrado    | Mijáilovsk               | Iván Pankin                    |
| Óblast de Stalingrado    | Frolovsk                 | Aleksándr Pcheliákov           |
| Óblast de Stalingrado    | Uriúpinsk                | Maria Chilikina                |
| Ciudad de Stalingrado    | Traktorozavodsk          | Kliment Voroshílov             |
| Ciudad de Stalingrado    | Stalinsk                 | Fiódor Lóginov                 |
| Ciudad de Stalingrado    | Kírovsk                  | Konstantín Nekrásov            |
| Krái de Stavrópol        | Cherkesia                | Ajmed Gedigushev               |
| Krái de Stavrópol        | Budennovsk               | Aleksándr Derzhavin            |
| Krái de Stavrópol        | Stavrópol                | Mijaíl Dorojov                 |
| Krái de Stavrópol        | Georgiyevsk              | Yevgueni Krotkov               |
| Krái de Stavrópol        | Novo-Aleksandrovsk       | Anna Mendrina                  |
| Krái de Stavrópol        | Piatigorsk               | Andréi Perekrestov             |
| Krái de Stavrópol        | Nevinnomissk             | Nikolái Proshunin              |
| Krái de Stavrópol        | Petrovsk                 | Ustinia Reus                   |
| Krái de Stavrópol        | Blagodarnensk            | Irina Samsonova                |
| Krái de Stavrópol        | Mineralovodsk            | Nikolái Tíjonov                |
| Óblast de Sverdlovsk     | Neviansk                 | Praskovia Berdova              |
| Óblast de Sverdlovsk     | Alapayevsk               | Iván Bogachev                  |
| Óblast de Sverdlovsk     | Irbit                    | Elena Bujarina                 |
| Óblast de Sverdlovsk     | Kushbinsk                | Aleksándr Vorobiev             |
| Óblast de Sverdlovsk     | Turinsk                  | Mijaíl Gorbunov                |
| Óblast de Sverdlovsk     | Berezovsk                | Pável Isáyev                   |
| Óblast de Sverdlovsk     | Kamishlovsk              | Nikolái Istomin                |
| Óblast de Sverdlovsk     | Nizhne-Tagilsk           | Vera Kozlova                   |
| Óblast de Sverdlovsk     | Krasnoufimsk             | Vasili Krayujin                |
| Óblast de Sverdlovsk     | Pervouralsk              | Agnia Medvédeva                |
| Óblast de Sverdlovsk     | Serov                    | Dmitri Mujarkin                |
| Óblast de Sverdlovsk     | Nizhne-Tagilsk           | Iván Okúnev                    |
| Óblast de Sverdlovsk     | Kámensk-Uralsky          | Antonina Pomaskina             |
| Óblast de Sverdlovsk     | Krasnoturyinsk           | Alekséi Prokófiev              |
| Óblast de Sverdlovsk     | Revda                    | Nikifor Jmelinin               |
| Óblast de Sverdlovsk     | Verjotursk               | Aleksándr Churin               |
| Óblast de Sverdlovsk     | Talii                    | Anna Sharova                   |
| Ciudad de Sverdlovsk     | Leninsk                  | Víktor Zemlianichenko          |
| Ciudad de Sverdlovsk     | Kaganóvichsk             | Lázar Kaganóvich               |
| Ciudad de Sverdlovsk     | Stalinsk                 | Vera Krimskaya                 |
| Ciudad de Sverdlovsk     | Ordzhonikidzevsk         | Gueorgui Jimich                |
| Óblast de Tambov         | Tambov                   | Lidia Bystrova                 |
| Óblast de Tambov         | Uvarovsk                 | Aleksándr Guerásimov           |
| Óblast de Tambov         | Michurinsk               | Iósif Gorshkov                 |
| Óblast de Tambov         | Shulginsk                | Tatiana Zuyeva                 |
| Óblast de Tambov         | Morshansk                | Nikolái Kolobov                |
| Óblast de Tambov         | Staroyurievsk            | Mijaíl Krajmalev               |
| Óblast de Tambov         | Zherdevsk                | Aleksandra Milovanova          |
| Óblast de Tambov         | Rasskazovo               | Natalia Nasonkina              |
| Óblast de Tambov         | Michurinsk               | Fiódor Nikolashkin             |
| Óblast de Tambov         | Tambov                   | Viacheslav Sporov              |
| Óblast de Tambov         | Kirsanovsk               | Pável Fokin                    |
| RASS Tártara             | Kazán                    | Andréi Ado                     |
| RASS Tártara             | Sheremetevsk             | Mirgarifan Azizov              |
| RASS Tártara             | Chistonolsk              | Alevtina Anastasiyeva          |
| RASS Tártara             | Arsk                     | Amina Valiullina               |
| RASS Tártara             | Kazán-Leninsk            | Aleksándr Vinográdov           |
| RASS Tártara             | Kazán-Stalinsk           | Vladímir Golovin               |
| RASS Tártara             | Bugulminsk               | Galéi Dinmujametov             |
| RASS Tártara             | Buinsk                   | Nazib Zhiganov                 |
| RASS Tártara             | Musliumovsk              | Salij Iskanderov               |
| RASS Tártara             | Skubayevsk               | Amina Kulajmetova              |
| RASS Tártara             | Kúibyshevsk              | Viacheslav Lobkov              |
| RASS Tártara             | Mamadishsk               | Nikolái Mirotvortsev           |
| RASS Tártara             | Kazán-Mólotovsk          | Nikolái Mosálov                |
| RASS Tártara             | Yelabuzhsk               | Zinniat Muratov                |
| RASS Tártara             | Kamsko-Ustinsk           | Sharaf Saliájov                |
| RASS Tártara             | Menzelinsk               | Leonid Sókolov                 |
| RASS Tártara             | Zelenodolsk              | Ashrafrúi Jasanziánova         |
| RASS Tártara             | Kukmorsk                 | Nafisa Jisamova                |
| RASS Tártara             | Almétievsk               | Alekséi Shmárev                |
| Óblast de Tiumén         | Golishmanovsk            | Vasili Goltsov                 |
| Óblast de Tiumén         | Ishim                    | Fiódor Goriachev               |
| Óblast de Tiumén         | Tiumén                   | Aleksandra Krutkina            |
| Óblast de Tiumén         | Yalutorovsk              | Evlampiya Makarova             |
| Óblast de Tiumén         | Janti-Mansi              | Mijéi Savin                    |
| Óblast de Tiumén         | Tobolsk                  | Iván Chérezov                  |
| Óblast de Tomsk          | Shegarsk                 | Yekaterina Karpóvich           |
| Óblast de Tomsk          | Kolpashevsk              | Zoya Pchiolova                 |
| Óblast de Tomsk          | Asinovsk                 | Iván Smoliánov                 |
| Óblast de Tomsk          | Tomsk                    | Donat Filimónov                |
| Óblast de Tomsk          | Tomsk                    | Dmitri Yablokov                |
| Óblast de Tula           | Schiokinsk               | Matvéi Astajov                 |
| Óblast de Tula           | Bogoroditsk              | Anna Glashkina                 |
| Óblast de Tula           | Chekalinsk               | Vera Gumilevskaya              |
| Óblast de Tula           | Yefremovsk               | Avraami Zaveniagin             |
| Óblast de Tula           | Tula                     | Alekséi Kurakov                |
| Óblast de Tula           | Tovarkovsk               | Timoféi Larin                  |
| Óblast de Tula           | Plavsk                   | Serafim Lialin                 |
| Óblast de Tula           | Veniovsk                 | Várvara Slavina                |
| Óblast de Tula           | Tula-Proletarsk          | Fiódor Jramaikov               |
| Óblast de Tula           | Tula                     | Matvéi Shkiriátov              |
| Óblast Autónomo Tuvano   | Tuvá                     | Nikolái Dyakov                 |
| RASS de Udmurtia         | Vótkinsk                 | Semión Zajárov                 |
| RASS de Udmurtia         | Mozhginsk                | Zoya Zajarova                  |
| RASS de Udmurtia         | Balezinsk                | Nikolái Ivánov                 |
| RASS de Udmurtia         | Uvinsk                   | Lidia Maksimova                |
| RASS de Udmurtia         | Izhevsk-Zhdánovsk        | Dmitri Saveliev                |
| RASS de Udmurtia         | Sarápul                  | Agnia Stelnikova               |
| RASS de Udmurtia         | Izhevsk-Pastujovsk       | Mijaíl Suyetin                 |
| RASS de Udmurtia         | Glázov                   | Vikenti Chirkov                |
| Óblast de Uliánovsk      | Uliánovsk                | Nikolái Kiskin                 |
| Óblast de Uliánovsk      | Uliánovsk                | Pável Korogodin                |
| Óblast de Uliánovsk      | Barishsk                 | Fiódor Kuznetsov               |
| Óblast de Uliánovsk      | Novospassk               | Anna Labzina                   |
| Óblast de Uliánovsk      | Karsunsk                 | Anna Nikolskaya                |
| Óblast de Uliánovsk      | Melekessk                | Alekséi Salmin                 |
| Óblast de Uliánovsk      | Inzensk                  | Iván Serióguin                 |
| Óblast de Uliánovsk      | Uliánovsk-Volodarsk      | Nadezhda Snezhnina             |
| Óblast de Velíkiye Luki  | Opochetsk                | Fiódor Beliáyev                |
| Óblast de Velíkiye Luki  | Nevelsk                  | Andréi Gorshkov                |
| Óblast de Velíkiye Luki  | Velíkiye Luki            | Serafím Reshetov               |
| Óblast de Velíkiye Luki  | Dvinsk                   | Ksenia Serguéyeva              |
| Óblast de Velíkiye Luki  | Toropetsk                | Zájar Slaikovski               |
| Óblast de Velíkiye Luki  | Novosokolnichesk         | Zinaida Yurenkova              |
| Óblast de Vladímir       | Krasno-Gorbatsk          | Gueorgui Brant                 |
| Óblast de Vladímir       | Muromsk                  | Pelageya Buzina                |
| Óblast de Vladímir       | Gus-Jrustalni            | Akim Gorshkov                  |
| Óblast de Vladímir       | Yúriyev-Polski           | Pável Karasev                  |
| Óblast de Vladímir       | Vyaznikovsk              | Anna Kolesova                  |
| Óblast de Vladímir       | Aleksandrovsk            | Serguéi Serguéiev              |
| Óblast de Vladímir       | Kovrovsk                 | Gueorgui Sújarev               |
| Óblast de Vladímir       | Vladímir                 | Iliá Chernov                   |
| Óblast de Vladímir       | Sobinsk                  | Tatiana Yudina                 |
| Óblast de Vólogda        | Veliko-Ustyugsk          | Víktor Beliáyev                |
| Óblast de Vólogda        | Jarovsk                  | Stepán Deriábin                |
| Óblast de Vólogda        | Belozersk                | Iliá Zhúkov                    |
| Óblast de Vólogda        | Sokolsk                  | Nikolái Kalin                  |
| Óblast de Vólogda        | Cherepovéts              | Iván Kolpákov                  |
| Óblast de Vólogda        | Vólogda                  | Elizaveta Korijalova           |
| Óblast de Vólogda        | Totemsk                  | Anna Mashianova                |
| Óblast de Vólogda        | Vólogda                  | Klavdi Nekrásov                |
| Óblast de Vólogda        | Babayevsk                | Maria Platonova                |
| Óblast de Vólogda        | Nikolsk                  | Klavdia Shevelkina             |
| Óblast de Vorónezh       | Kalacheyevsk             | Iván Afanásiev                 |
| Óblast de Vorónezh       | Gryazinsk                | Evdokia Baskakova              |
| Óblast de Vorónezh       | Buturlinovsk             | Olga Drozdova                  |
| Óblast de Vorónezh       | Vorónezh-Kaganóvichsk    | Pável Duvánov                  |
| Óblast de Vorónezh       | Lípetsk                  | Mijaíl Yermolayev              |
| Óblast de Vorónezh       | Rossoshansk              | Vasili Kornéyev                |
| Óblast de Vorónezh       | Liskinsk                 | Aleksándr Lysenko              |
| Óblast de Vorónezh       | Pavlovsk                 | Nadezhda Lyasenko              |
| Óblast de Vorónezh       | Gribanovsk               | Vasili Máslov                  |
| Óblast de Vorónezh       | Ánniensk                 | Elena Nosova                   |
| Óblast de Vorónezh       | Usmansk                  | Várvara Pishulina              |
| Óblast de Vorónezh       | Borisoglebsk             | Alekséi Pokrovski              |
| Óblast de Vorónezh       | Zemliansk                | Nikita Savchenko               |
| Óblast de Vorónezh       | Bobrovsk                 | Olga Skriábova                 |
| Óblast de Vorónezh       | Novojopiorsk             | Nikolái Smirnov                |
| Óblast de Vorónezh       | Alekseyevsk              | Vladímir Sujodolski            |
| Óblast de Vorónezh       | Nizhnedevitsk            | Aleksándr Tvardovski           |
| Óblast de Vorónezh       | Vorónezh                 | Sokrat Tiunin                  |
| Óblast de Vorónezh       | Kantemirovsk             | Aleksándr Fiódorov             |
| Óblast de Vorónezh       | Vorónezh                 | Grigori Fursov                 |
| Óblast de Vorónezh       | Paninsk                  | Akulina Chernij                |
| Óblast de Vorónezh       | Ostrogozhsk              | Alekséi Shaposhnik             |
| Óblast de Vorónezh       | Davydovsk                | Filipp Yashechkin              |
| RASS de Yakutia          | Yakutia central          | Anastasia Danilova             |
| RASS de Yakutia          | Yakutia norte            | Andréi Zajárov                 |
| RASS de Yakutia          | Aldansk                  | Vasili Liamov                  |
| Óblast de Yaroslavl      | Rostovsk                 | Nikolái Veselov                |
| Óblast de Yaroslavl      | Danilovsk                | Vasili Vinográdov              |
| Óblast de Yaroslavl      | Scherbakovsk             | Mijaíl Dubinin                 |
| Óblast de Yaroslavl      | Yaroslavl-Stalinsk       | Klara Zdanovskaya-Nezvanova    |
| Óblast de Yaroslavl      | Scherbovsk               | Iván Kokurin                   |
| Óblast de Yaroslavl      | Yaroslavl-Kaganóvichsk   | Alekséi Kosyguin               |
| Óblast de Yaroslavl      | Nekouzsk                 | Galina Majonina                |
| Óblast de Yaroslavl      | Úglich                   | Serguéi Pletsov                |
| Óblast de Yaroslavl      | Yaroslavl                | Klavdia Stepánova              |
| Óblast de Yaroslavl      | Pereslavsk               | Vladímir Chetveríkov           |